# Eva (geslacht)
Eva is een geslacht van vlinders van de familie spanners (Geometridae), uit de onderfamilie Larentiinae.

## Soorten
- E. flexa Vojnits, 1981
- E. petulans Vojnits, 1981